# 海外領土・自治領の紋章一覧
海外領土・自治領の紋章の一覧（かいがいりょうど・じちりょうの紋章、Coats of arms of dependent territories）では、海外領土・自治領の一覧に記載されていない海外領土・自治領の紋章を記す。

## アメリカ合衆国

アメリカ領ヴァージン諸島の紋章
アメリカ領サモアの紋章
北マリアナ諸島の紋章
グアムの紋章
プエルトリコの紋章

## イギリス

アンギラの紋章
イギリス領インド洋地域の紋章
イギリス領ヴァージン諸島の紋章
イギリス領南極地域の紋章
ケイマン諸島の紋章
サウスジョージア・サウスサンドウィッチ諸島の紋章
ジブラルタルの紋章
タークス・カイコス諸島の紋章
トリスタン・ダ・クーニャの紋章
バミューダ諸島の紋章
ピトケアン島の紋章
フォークランド諸島の紋章
モントセラトの紋章

- アクロティリおよびデケリア、アセンション島はイギリスの国章で代用している。

### 王領

ガーンジー島の紋章
サーク島の紋章
ジャージー島の旗
ハーム島の紋章
マン島の紋章

## オーストラリア

ココス諸島の紋章
ノーフォーク島の紋章

## オランダ

オランダ領アンティルの紋章
キュラソー島の紋章
シント・マールテン島の紋章

## 中華人民共和国

香港の紋章
マカオの紋章

## デンマーク

フェロー諸島の紋章

## ニュージーランド

トケラウの紋章
ニウエの紋章

## フィンランド
以下は自治州である：

オーランド諸島の紋章

## フランス

ウォリス・フツナの紋章
グアドループの紋章(非公式)
サン・バルテルミー島の紋章
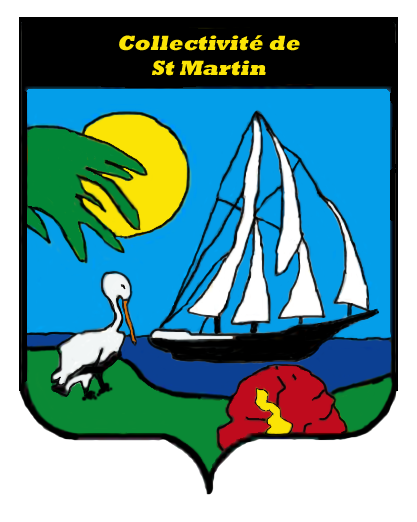
サン・マルタン島の紋章
サンピエール島・ミクロン島の紋章
ニューカレドニアの紋章
フランス領南方・南極地域の紋章
フランス領ギアナの紋章
フランス領ポリネシアの紋章
マヨットの紋章
レユニオンの紋章

## ポルトガル
以下は本国領土の一部である：

アゾレス諸島の旗
マデイラ諸島の旗